# Park Min-kyung
Park Min-kyung (박민경?) (Pusan, 14 luglio 1982) è un'attrice sudcoreana.

## Filmografia

### Cinema
- Shinsukki Blues (신석기 블루스?, Shinseokgi beulruseu), regia di Kim Do-hyuk (2004)
- Marathon (말아톤?, Marathon), regia di Jeong Yoon-cheol (2005)
- Miss Gold Digger (용의주도 미스 신?, Yonguijudo Miseu Sin), regia di Park Yong-jip (2007)
- Natalie (나탈리?, Natali), regia di Ju Kyung-jung (2010)
- Detective K: Secret of the Lost Island (조선명탐정: 사라진 놉의 딸?, Joseon Myeongtamjeong: Nobeui Ddal), regia di Kim Sok-yun (2015)
- The Kind Wife (착한아내?) (2016)

### Serie televisive
- Swallow the Sun (태양을 삼켜라?, Taeyangeul Samkyeora), regia di Yoo Chul-yong (2009)
- Hwansang geotap (환상거탑?, 환상거탑) (2013)